# Ermita de Castilviejo
La ermita de Castilviejo es un pequeño edificio dedicado al culto católico. Está situada a 7 km al SO de Villabrágima en Valladolid (España). En su entorno hay una buena y arbolada pradera que linda con el término de la localidad de Villabrágima. Es un edificio del siglo XVI con características clasicistas, construido por el arquitecto Juan de Hermosa. De su culto y mantenimiento así como de las fiestas y romerías se ocupan las cofradías del Cristo y de Nuestra Señora de la Consolación. Las romerías se celebran el 8 de septiembre y el domingo siguiente.

## El complejo arquitectónico

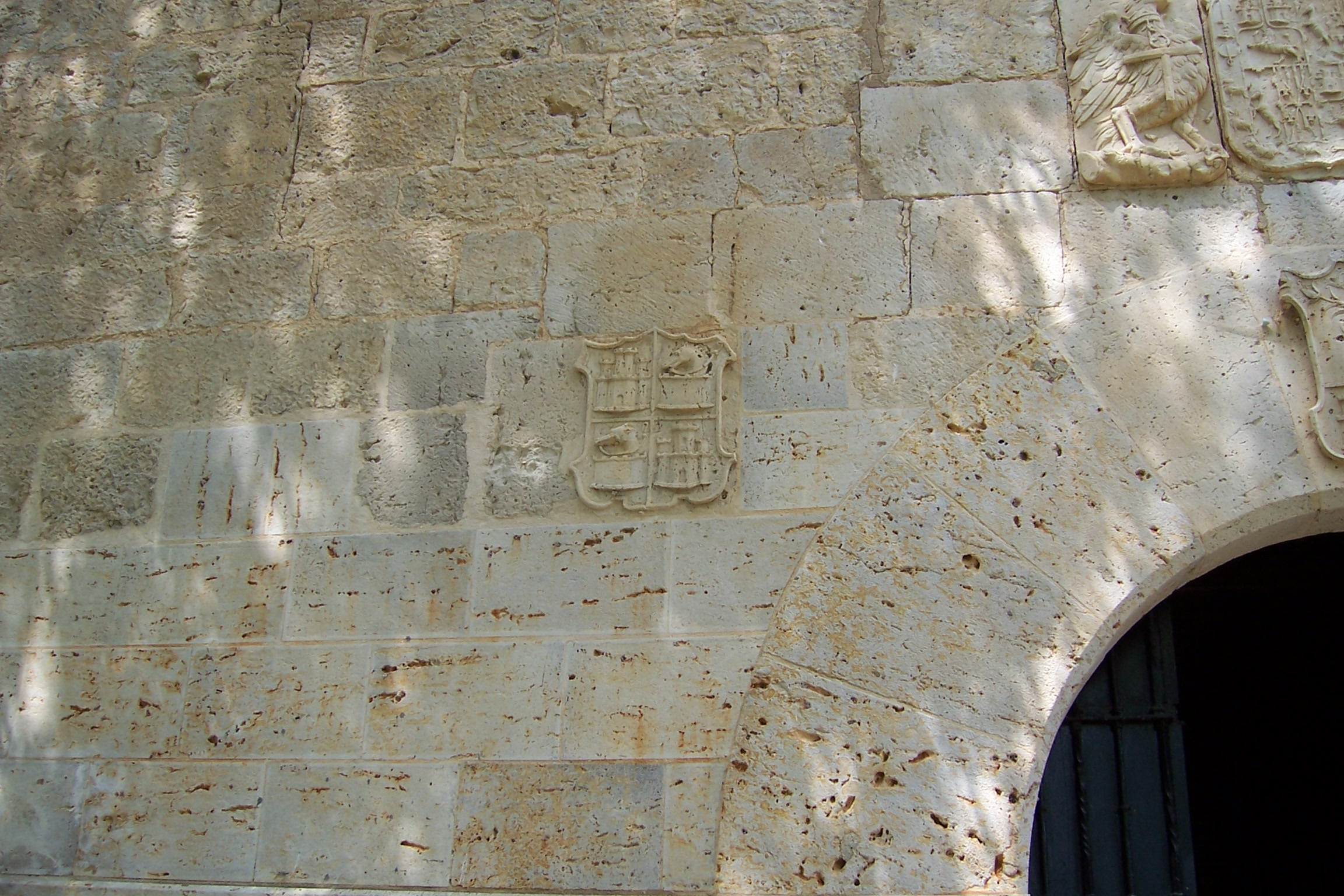
Detalle de la fachada con uno de los escudos de la ciudad.

Se compone del núcleo de la ermita más unos añadidos útiles para usos diversos. En 1970 se adosaron a la iglesia, (al muro del Evangelio) dos porches con columnas de madera (o pies derechos) procedentes de la Rúa Mayor de Medina de Rioseco. En el solar donde está ahora el porche más cercano a la cabecera estuvo la casa del ermitaño. Junto a la cabecera hay otras dependencias adosadas que rodean un patio y que sirven para uso y disfrute de los romeros.
El edificio de la iglesia data de mediados del siglo XVI. Su autor fue el arquitecto Juan de Hermosa que por aquel tiempo estaba trabajando en otras iglesias de Medina de Rioseco. Es de estilo renacimiento clasicista, muy sobrio y de sabor popular. Está construido en piedra, ladrillo y tapial.

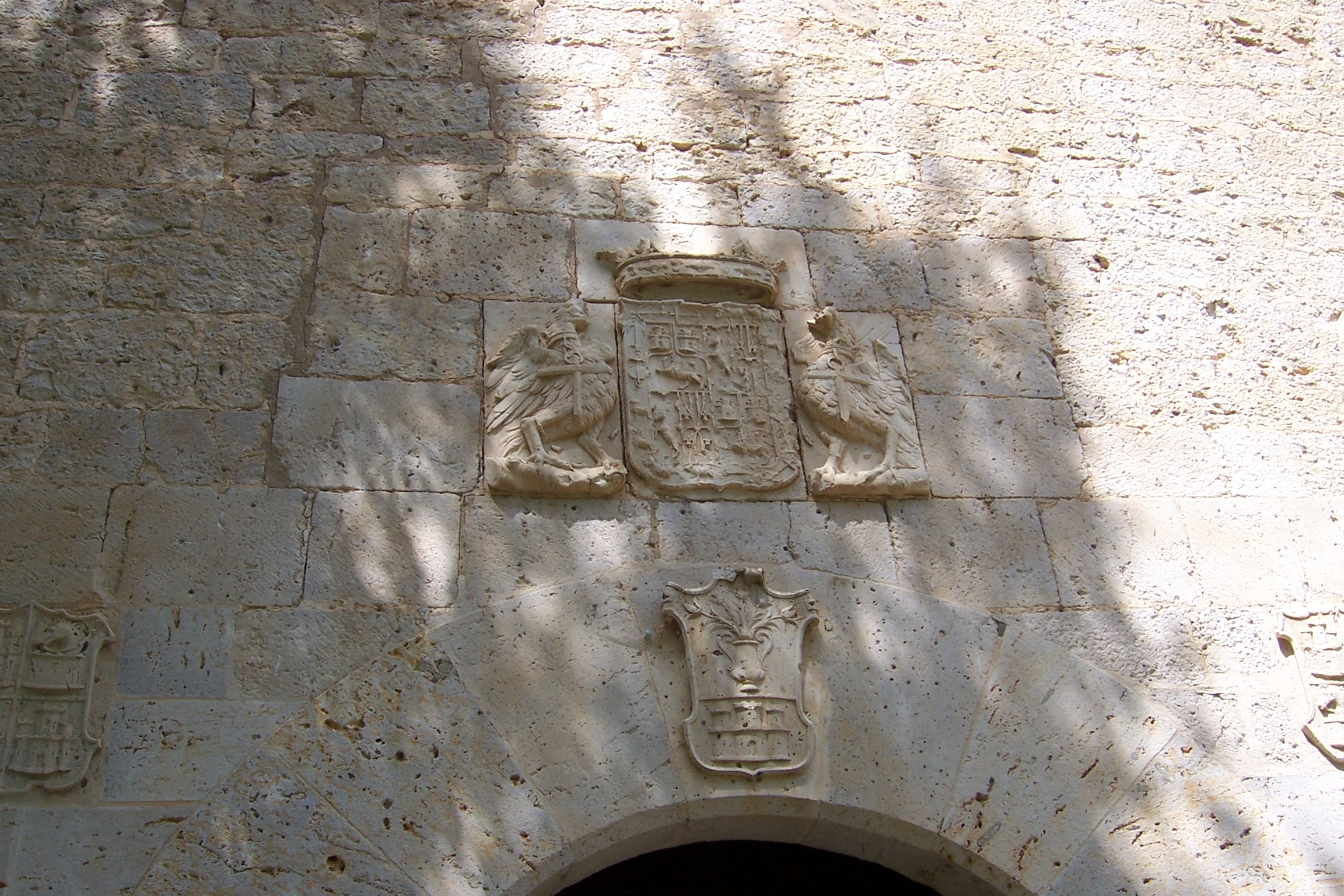
Detalle de la fachada con los escudos de la Virgen y del VI Almirante.

Tiene planta de cruz latina con un añadido en la cabecera que corresponde al camarín de la Virgen. A la derecha se alza una pequeña espadaña de ladrillo. En el centro de la fachada se encuentra la puerta de acceso con arco de medio punto articulado en grandes dovelas, construcción muy propia del siglo XVI. En la dovela central o clave está labrado el escudo de la Virgen adornado con el jarrón de azucenas o lirios y un castillo de tres torres. A ambos lados, en lo que podrían ser las enjutas se ven otros dos escudos con las armas de la ciudad y más arriba, justo sobre la heráldica mariana, el escudo del VI Almirante de Castilla y II Duque de Medina de Rioseco Luis Enríquez y Téllez-Girón. En la parte superior de esta fachada, muy cerca del tejaroz, hay un óculo (ojo de buey) con vidriera de colores que ilumina el coro del interior. Por encima del tejado se construyó una pequeña buhardilla.

## Interior de la iglesia

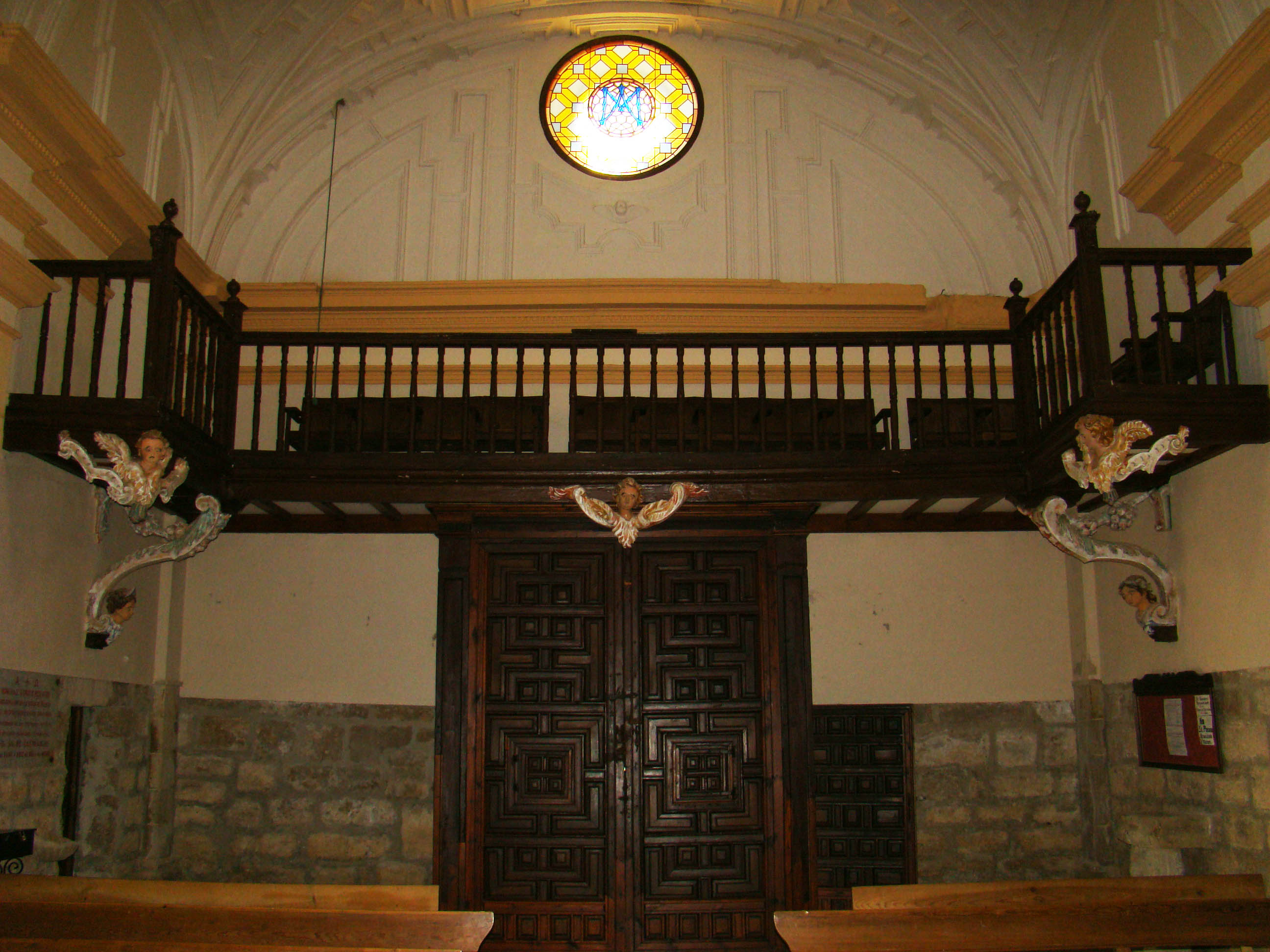
Coro alto con los mascarones y angelotes barrocos.

La nave principal y el crucero se cubren con bóvedas de cañón y lunetos, decoradas con yeserías barrocas de motivos geométricos que ocultaron la techumbre original de madera. Sobre el centro del crucero se eleva una cúpula que descansa sobre cuatro pechinas en las que se representan los Padres de la Iglesia: San Gregorio, San Jerónimo, San Ambrosio y San Agustín. A los pies de la nave se levanta el coro que fue construido en el siglo XVIII por el arquitecto Pedro de Sierra con el fin de albergar un órgano o realejo, regalo de un devoto. Tiene una barandilla de hierro decorada graciosamente con ángeles y mascarones policromados. Del órgano solo se conserva el mueble desmontado, pero estuvo considerado como único en la provincia de Valladolid.

### Presbiterio
Alberga la capilla mayor y el retablo, que ocupa toda la pared; en los muros laterales, dos balconcillos o tribunas de forja del siglo XVII.
Joaquín Benito Churriguera dio las trazas en 1712, ejecutando la obra Carlos Carnicero entre 1712 y 1713. Las esculturas son obra de Antonio Gautúa. El retablo fue dorado y pintado por Tomás de Sierra y Manuel de la Puerta. Consta de un solo cuerpo y tres calles verticales separadas por pares de columnas salomónicas muy decoradas. Sobre estas columnas se asientan las estatuas sedentes de los cuatro evangelistas. En la calle central está situada en hornacina la imagen titular, Nuestra Señora de Castilviejo sobre un trono de ángeles. La hornacina es transparente dejando pasar la luz que entra del camarín. El retablo se remata con el grupo de la Asunción. Los relieves de las calles laterales tienen los temas de la Anunciación y nacimiento de San Juan Bautista.

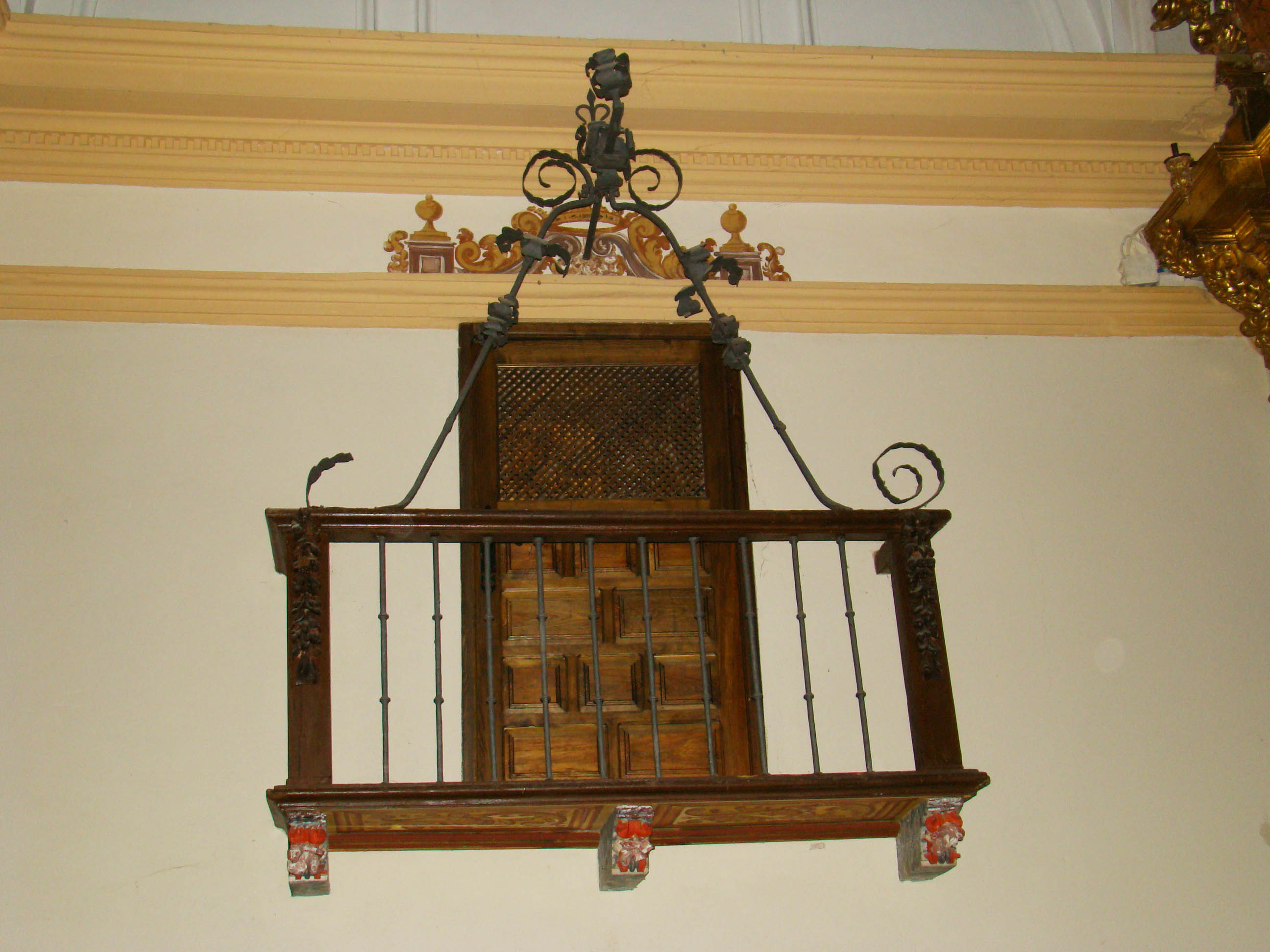
Tribuna lateral en el presbiterio.
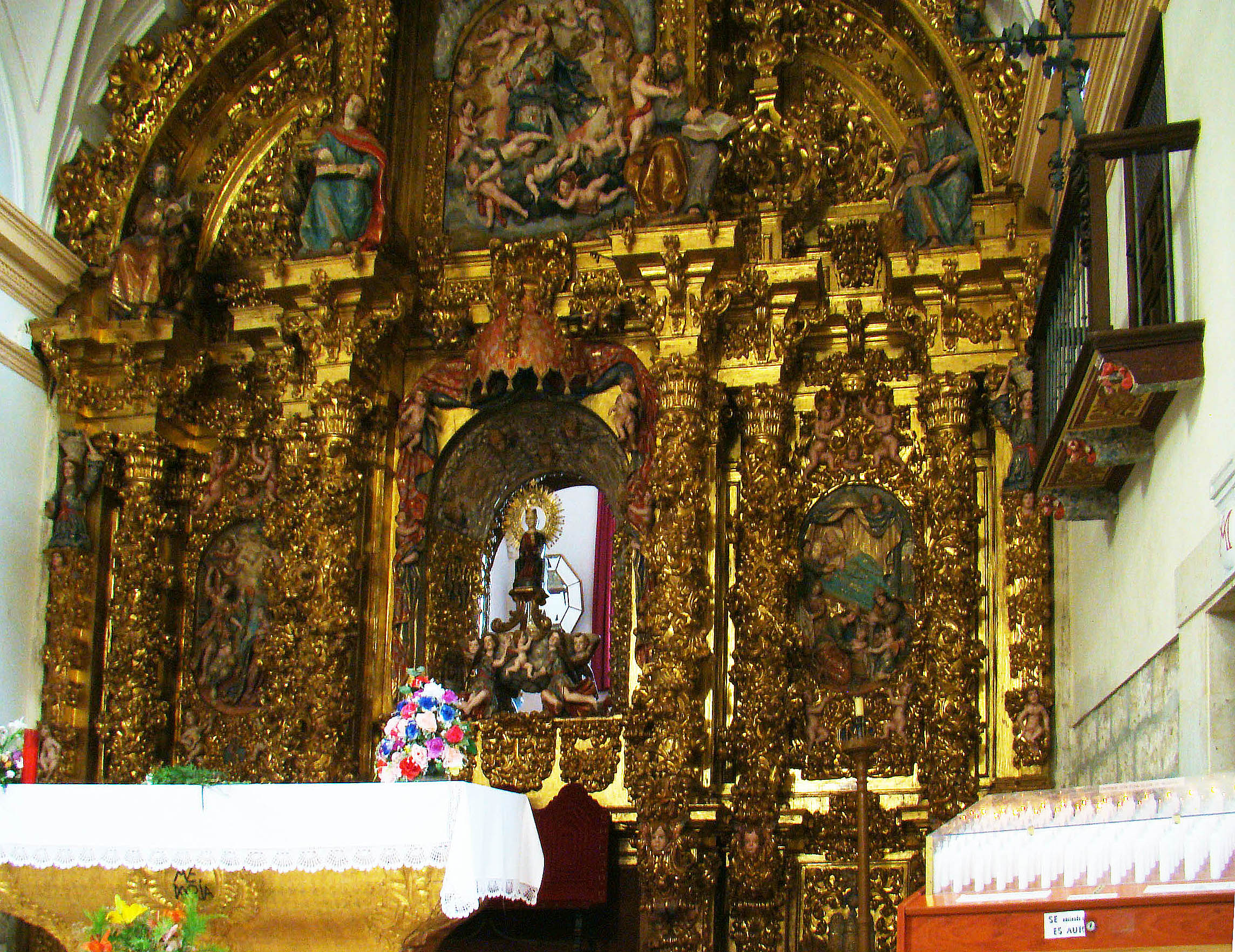
Retablo mayor.
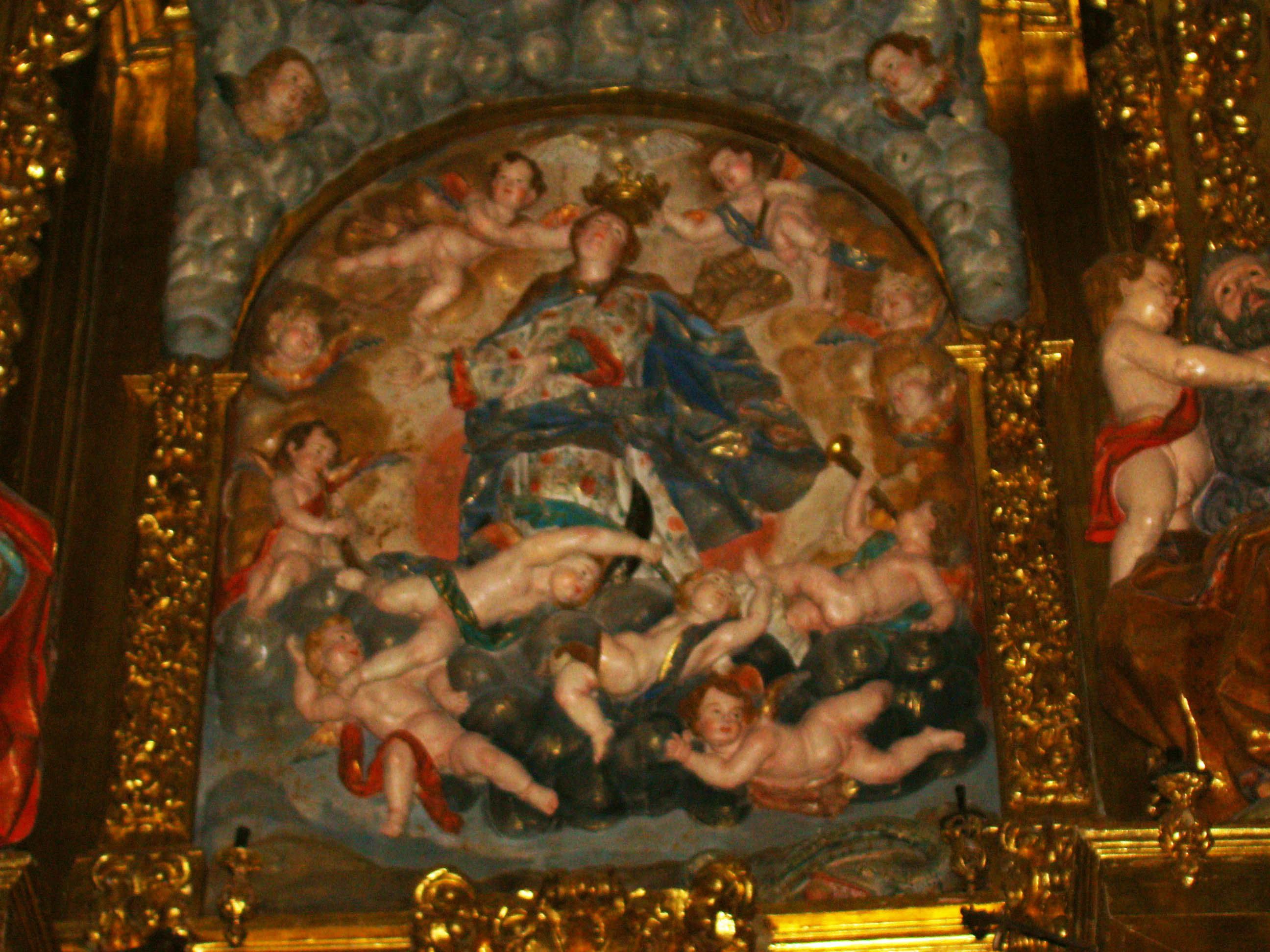
Grupo de la Asunción en el retablo mayor.
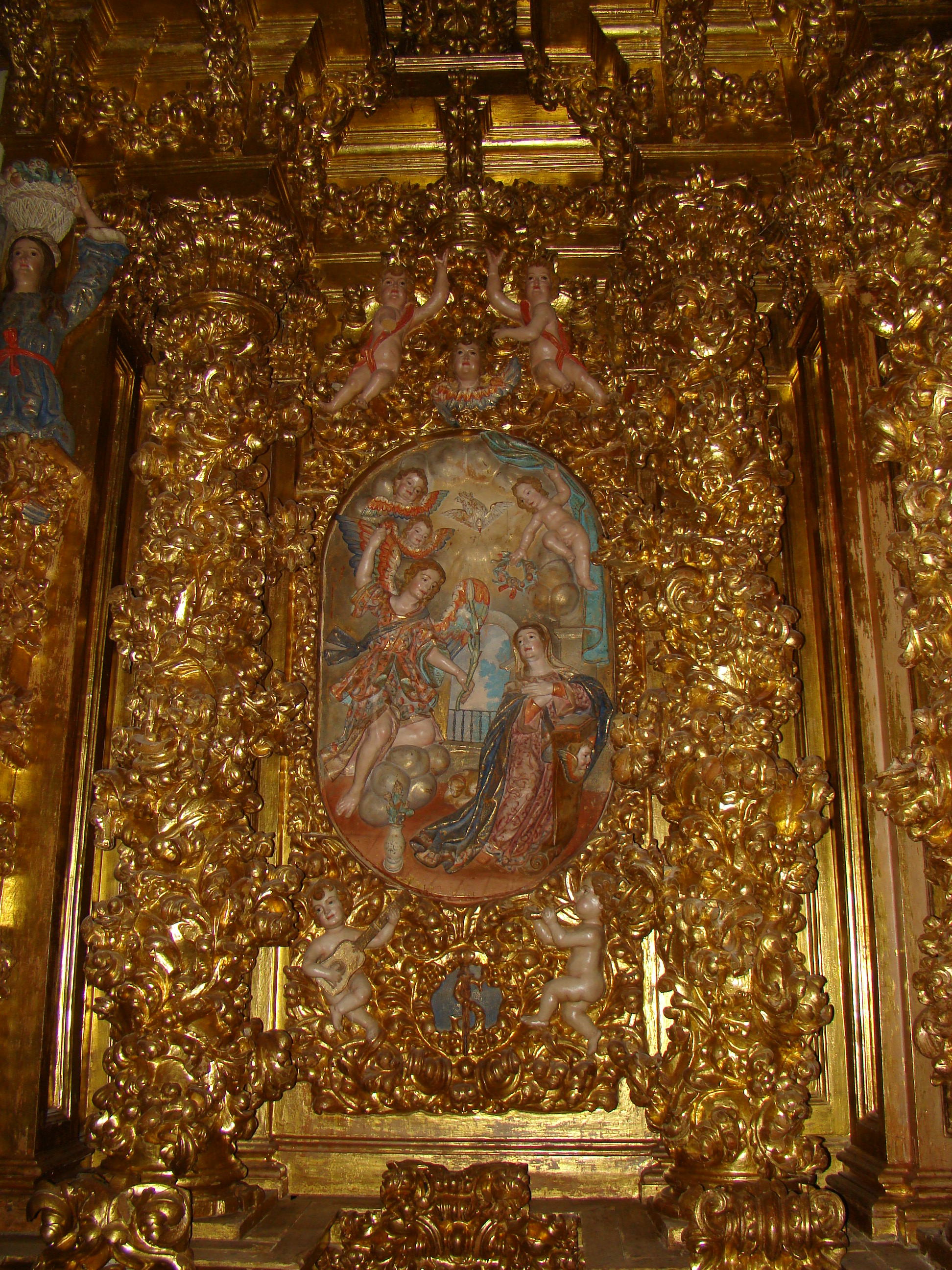
Detalle de la Anunciación en el retablo mayor.

### Camarín
Se accede a este espacio a través de la sacristía cuya puerta da al presbiterio. Fue añadido a la ermita en el siglo XVIII a requerimiento del beneficiado del cabildo de Medina de Rioseco, Antonio Hernández Villasante, edificando una estancia cuadrada muy luminosa. Está cubierto con una cúpula con linterna que se apoya sobre pechinas decoradas con pinturas de ángeles. Tiene un exuberante retablo rococó de Carlos Carnicero (1715) que ocupa toda la pared que da al presbiterio, cuya parte central corresponde al transparente del altar mayor, por donde entra la luz. El camarín tiene a su vez dos pequeñas habitaciones laterales donde se guardan los exvotos de los fieles.

## Retablo del Cristo de Castilviejo

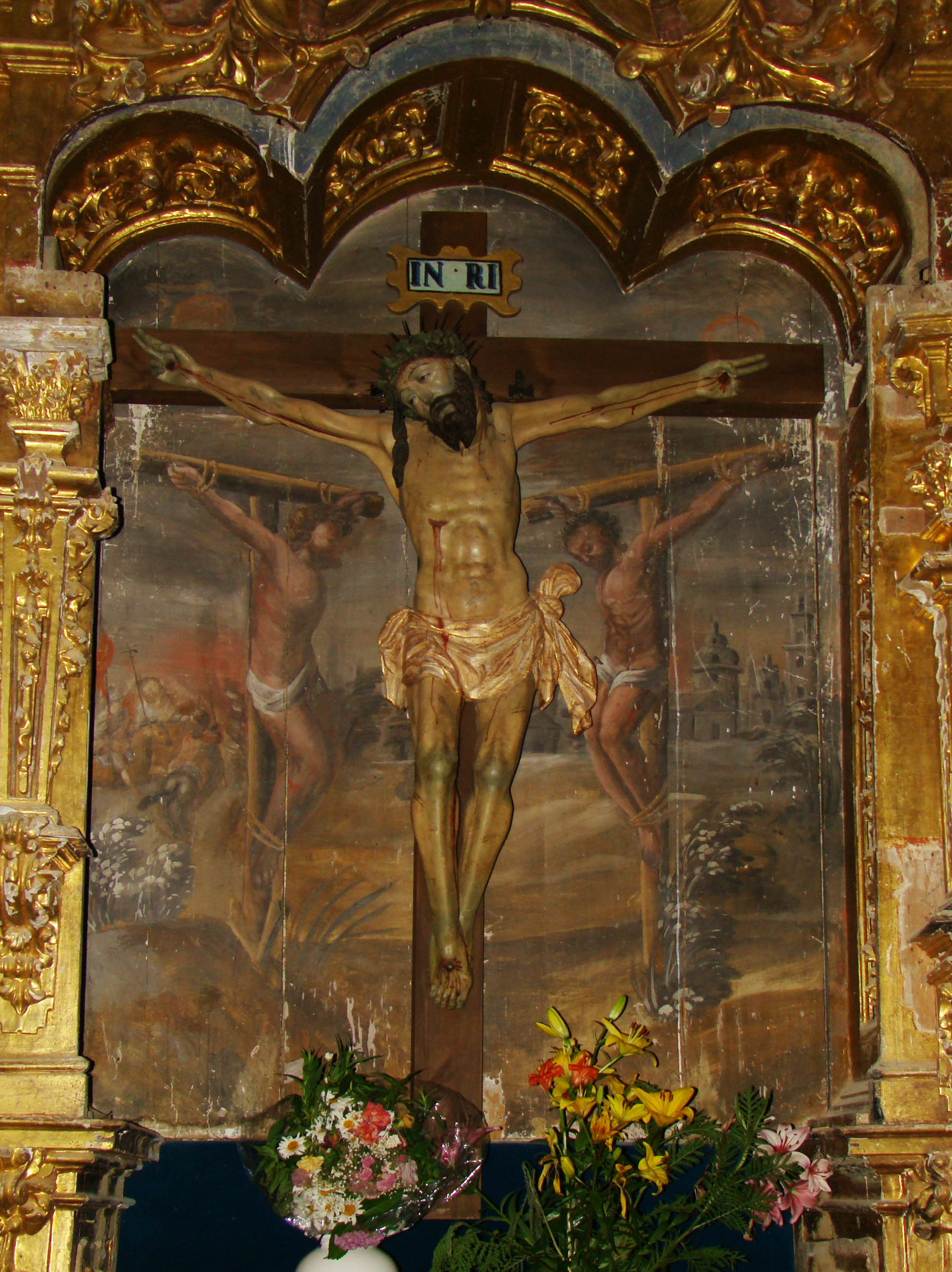
Cristo de Castilviejo,.

El retablo es del primer cuarto del siglo XVIII y la talla del Cristo es del siglo XVI. Está ubicada en un nicho trilobulado y sobre un fondo pintado en que se perciben los dos ladrones. En los laterales hay unos ángeles metidos en hornacinas; se cree que son los que fueron hechos en 1715 por Antonio Gautúa, para el altar mayor. En el ático está el grupo de la Virgen del Pópulo, con el Niño.

## Retablo de San Vicente Ferrer
Es un retablo del primer cuarto del siglo XVIII. Es de un solo cuerpo y tres calles, más el ático que es donde está la imagen de San Vicente Ferrer, también del siglo XVIII. En 1724 se contrató su dorado y estofado con Tomás de Sierra y Manuel de la Puerta, pero no se pudo aplicar la policromía hasta el año 1753. Los documentos dan la noticia de que la Cofradía de Nuestra Señora de Castilviejo pidió permiso al obispo de Palencia para vender una lámpara de plata con el fin de obtener dinero para policromar el retablo; este trabajo se había contratado con Joaquín Melón.

## Sacristía
En su origen tuvo un piso superior que sirvió como pajar de la ermita. Tiene una artística cajonera del siglo XVII, con seis cajones bien labrados que procede del convento de San Francisco de Medina de Rioseco.

## Las imágenes y sus leyendas
La imagen titular es Nuestra Señora de Castilviejo, una talla románica de madera de peral, de unos 60 cm de altura, que según la tradición fue encontrada por un labrador entre las ruinas de un castillo. En este entorno se han encontrado vestigios de asentamiento romano y medieval. La talla actual es una copia pues la original desapareció a fines del siglo XX.

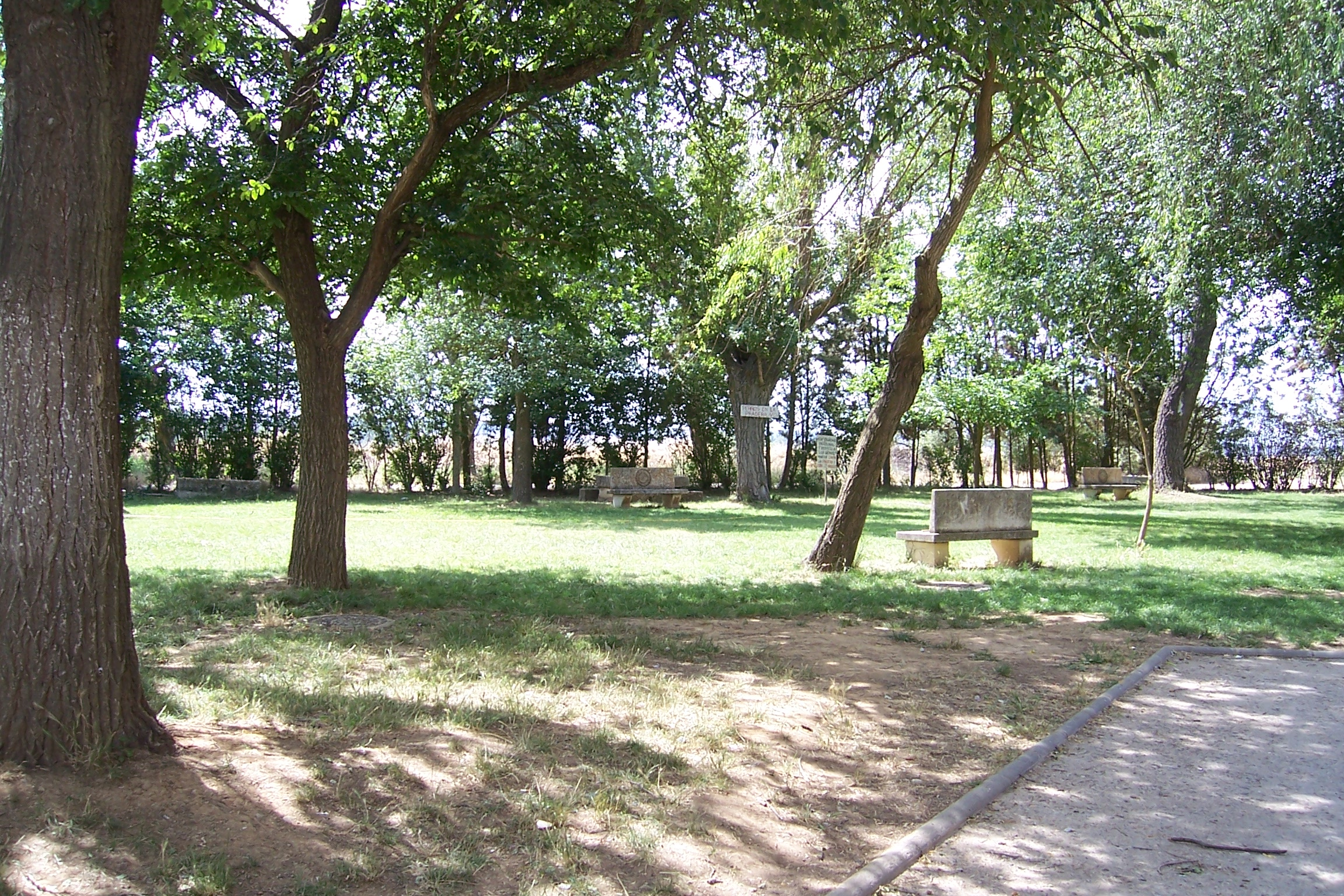
La pradera de la ermita para las romerías.

La otra imagen venerada en esta ermita es la del Santo Cristo de Castilviejo, una talla del siglo XVI que fue propiedad de la Cofradía de Nuestra Señora de la Consolación. La tradición narra a modo de leyenda que a principios del siglo XVII hubo un año de mucha sequía por lo que los fieles hicieron en la ermita un novenario y procesiones con varias imágenes, entre otras el Cristo, para implorar la lluvia beneficiosa. Un día, al regreso de una procesión corrió la voz de que el Cristo sudaba agua abundante y poco después llegaron las lluvias. En 1602 la Iglesia, tras abrir un proceso de veracidad del milagro lo confirmó como tal en el mes de agosto. La talla del Cristo se halla en un retablo barroco situado en el lado norte del crucero.
La fiesta de la Virgen se celebra el 8 de septiembre con romería, misa y procesión. La fiesta del Cristo se celebra de la misma manera al domingo siguiente.